# Bellahouston Park
Bellahouston Park är en park i Storbritannien.   Den ligger i riksdelen Skottland, i den centrala delen av landet, 500 km nordväst om huvudstaden London. Bellahouston Park ligger 14 meter över havet. Arean är 68 kvadratkilometer.
Terrängen runt Bellahouston Park är huvudsakligen platt, men åt sydost är den kuperad. Runt Bellahouston Park är det tätbefolkat, med 308 invånare per kvadratkilometer. Närmaste större samhälle är Glasgow, 3,1 km nordost om Bellahouston Park. Trakten runt Bellahouston Park består i huvudsak av gräsmarker.